# Bethlehem (Nueva York)
Bethlehem es un municipio situado en el condado de Albany, estado de Nueva York, Estados Unidos. Tiene una población estimada, a mediados de 2022, de 34 943 habitantes.

## Geografía
El municipio está ubicado en las coordenadas 42°35′08″N 73°49′39″O / 42.58556, -73.82750 (42.585447, -73.827417).

## Demografía
Según la estimación 2018-2022 de la Oficina del Censo, los ingresos medios de los hogares son de $121,226 y los ingresos medios de las familias son de $150,931. Los ingresos per cápita en los últimos doce meses, medidos en dólares de 2022, son de $60,040. Alrededor del 4.5% de la población está por debajo de la línea de pobreza.